# The City of Violence
The City of Violence (짝패?, JjakpaeLR) è un film del 2006 diretto da Ryoo Seung-wan.

## Trama
La morte violenta di un ex malavitoso spinge un amico d'infanzia (ora poliziotto a Seoul) a tornare nella città di provincia dove è nato. Sono passati dieci anni e il poliziotto trova i compagni di un tempo che ora hanno delle vite molto diverse. C'è che vive la frustrazione di avere un fratello non del tutto a posto psichicamente e chi invece si è fatto strada nel mondo della criminalità organizzata divenendone il boss ma trattando affari più grossi di lui. Il poliziotto decide di indagare sulla morte dell'amico e scopre un mondo di violenza in realtà già presente negli anni della loro adolescenza ed ora esasperato. 

## Riconoscimenti
- 2006 - Blue Dragon Awards
  - Nomination per il miglior attore a Lee Beom-su
- 2006 - Busan Film Critics Association (BCFA)[5]
  - Miglior fotografia a Kim Yeong-cheol
- 2007 - Deauville Asian Film Festival
  - Nomination per la miglior regia a Ryoo Seung-wan
- 2007 - Grand Bell Awards
  - Nomination per il miglior attore a Lee Beom-su
  - Nomination per la miglior regia a Ryoo Seung-wan
  - Nomination Miglior attrice non protagonista a Quan Yuan
  - Nomination per la miglior fotografia a Kim Yeong-cheol
  - Nomination per il miglior montaggio a Nam Na-young